# Forêt de Saint-Sever
La forêt domaniale de Saint-Sever est une forêt du sud-ouest du Calvados, dans le Bocage virois, située sur la commune nouvelle de Noues de Sienne.

## Géographie
Sur une superficie de 1 555 ha, la forêt domaniale s'étend sur tout le sud du territoire de la commune de Saint-Sever-Calvados, sur les hauteurs méridionales du Bocage virois, pays du Massif armoricain. Le sous-sol est composé au nord de schistes briovériens, le sud étant situé sur le massif granitique de Vire-Carolles. Elle culmine à plus de 345 mètres au sud, près du lieu-dit les Laurencières. La Sienne (fleuve côtier) et la Brévogne (affluent de la Vire) y prennent leurs sources.

## Histoire
Située sur la voie romaine d'Avranches à Vieux et propriété du seigneur de Saint-Sever et roi du Bessin au Ve siècle puis des vicomtes d'Avranches, comtes de Chester, qui y avaient édifié le Vieux Château (motte castrale) au XIe siècle, la forêt fut confisquée et attribuée à la maison de Vitré au début du XIIIe siècle par Philippe Auguste. C'est à cette même époque que des ermites défrichent un clairière et fondent le monastère de l'Hermitage qui suivra l'ordre des Camaldules. En rachetant la forêt un siècle plus tard, Philippe le Bel la fait entrer dans le domaine royal. Elle devient donc bien national à la Révolution.
Lors de la Seconde Guerre mondiale, la forêt servit à l'armée allemande qui y implanta un important dépôt de munitions (le Lager Michel) aux alentours de la chapelle de l'Ermitage.
En 1999, la tempête Lothar anéantit 125 ha de la forêt.

### La légende de Sever et Corbecenus
Corbecenus, roi du Bessin et propriétaire de la forêt au Ve siècle, avait pour esclave le jeune Sever, futur évêque d'Avranches. Le maitre avait des coutumes païennes qui ne manquaient pas de choquer le jeune esclave de conviction chrétienne. Un jour, Sever planta involontairement au réveil d'un repos une branche de chêne qui se mit à croitre à une vitesse incroyable. Sever réalisa dès lors plusieurs miracles de ce type qui finirent par impressionner son maitre au point de le décider à le convertir au christianisme, pour le plus grand bonheur de son sujet.
La légende attribue à tort à Corbecenus la propriété du Vieux Château, construit bien plus tard.

## Essences cultivées
Forêt domaniale, la forêt de Saint-Sever est gérée par l'Office national des forêts. Avant la tempête du 26 décembre 1999, la moitié des parcelles était plantée de résineux. Les replantations prévoient un retour à une majorité de feuillus représentés par le chêne rouvre, le hêtre, et à un degré moindre le châtaignier. Les résineux seront essentiellement des sapins pectinés et des sapins de Douglas.

## Faune et flore

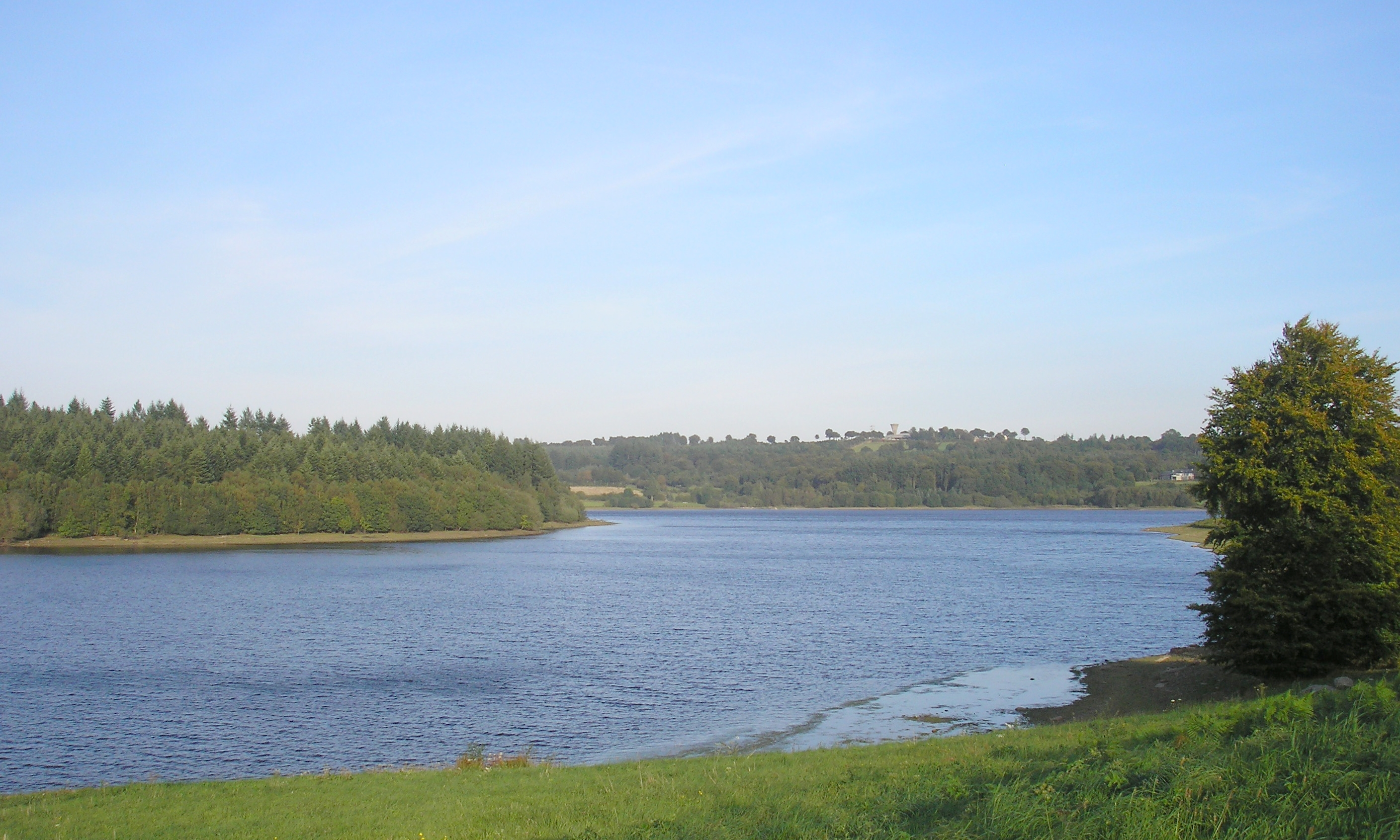
Le lac du Gast.

La forêt héberge des chevreuils, des sangliers, des renards et des blaireaux. Le lac du Gast, en limite sud de la forêt, est une réserve ornithologique peuplée, entre autres, migrants ou sédentaires, de colverts, poules d'eau, hérons cendrés, bruants des roseaux, foulques macroules, fuligules milouin et morillon, sarcelles d'hiver, bécassines des marais, etc. Des cigognes noires font régulièrement halte sur le lac en août et septembre.
La flore présente est celle des sous-bois ou lisières sur sous-sols acides (granitiques au sud) : myrtille, digitale, fougère aigle…

## Tourisme

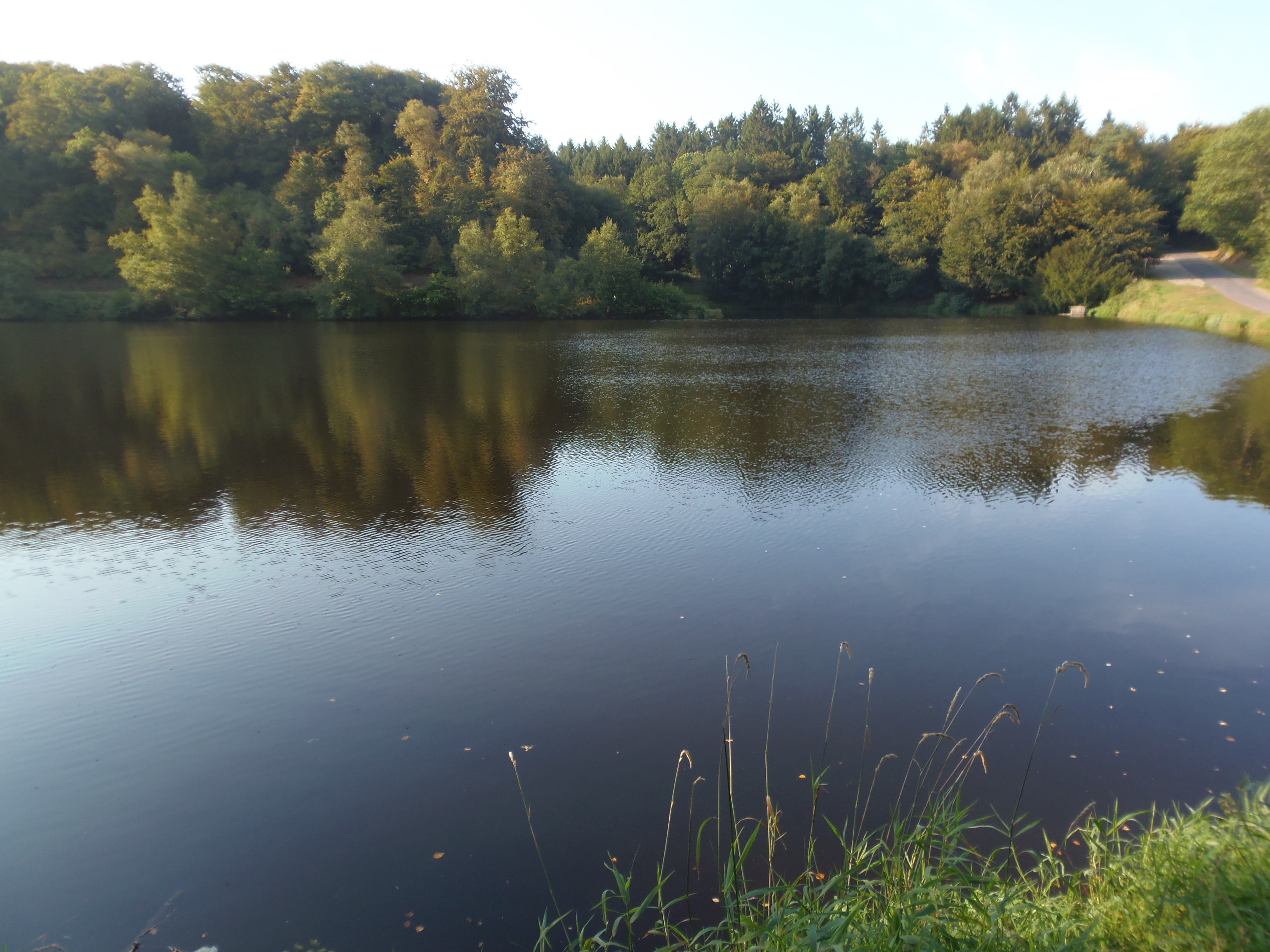
L'étang du Vieux Château.

Située en Basse-Normandie, région peu forestière en dehors du département de l'Orne, la forêt présente un intérêt touristique, malgré sa faible étendue, pour le bocage virois. De nombreux sentiers sont aménagés pour les promeneurs, un arboretum a été créé vers 1975. L'étang du Vieux Château est un rendez-vous des dimanches bocains.
Prévue initialement pour 2012, puis reportée au printemps 2014, l'ouverture d'un complexe d’hébergement touristique est alors à nouveau deux fois repoussée,. Prenant la place du terrain de camping et de l'ancien parc animalier, en amont de l'étang du Vieux Château, il propose aux touristes à partir du printemps 2016 quatorze emplacements de camping traditionnel, trois « abris de charbonniers », cinq chalets, cinq cabanes sur pilotis au milieu des arbres et neuf roulottes. Un restaurant de quarante-quatre couverts, une salle de réunion sur pilotis, un mini-théâtre de plein air, des parcours acrobatiques et pédagogiques et une basse-cour bocaine complètent l'accueil. Le coût de cette opération devait initialement s'élever à 2,8 millions d'euros ; un surcoût de 143 500 € s'y est ajouté.

## Endroits particuliers
- Motte castrale du Vieux Château.
- Chapelle de l'Ermitage.
- Étang du Vieux Château.
- Arboretum des Hauts Vents.
- Étang de Coulanges.

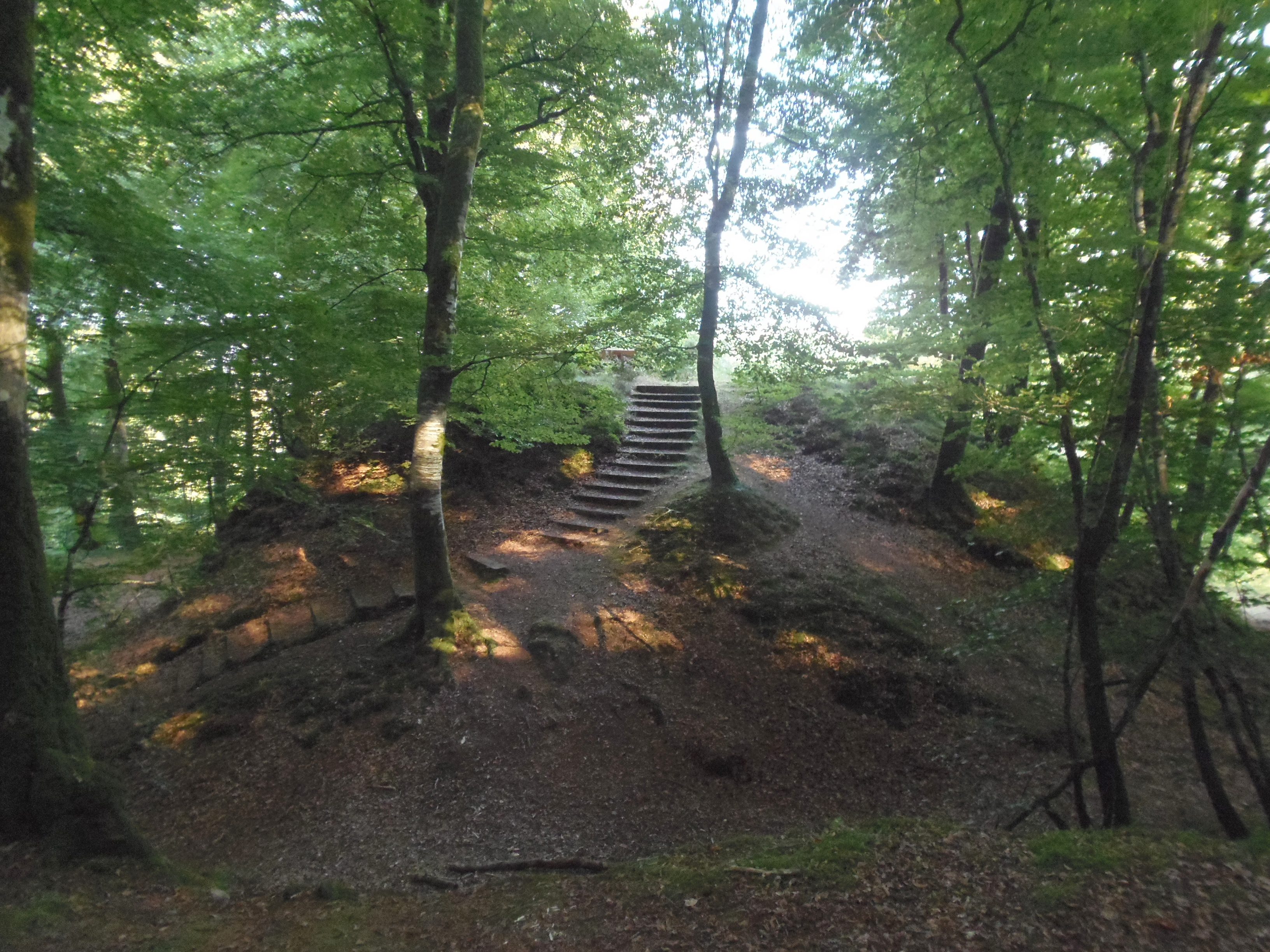
La motte castrale.

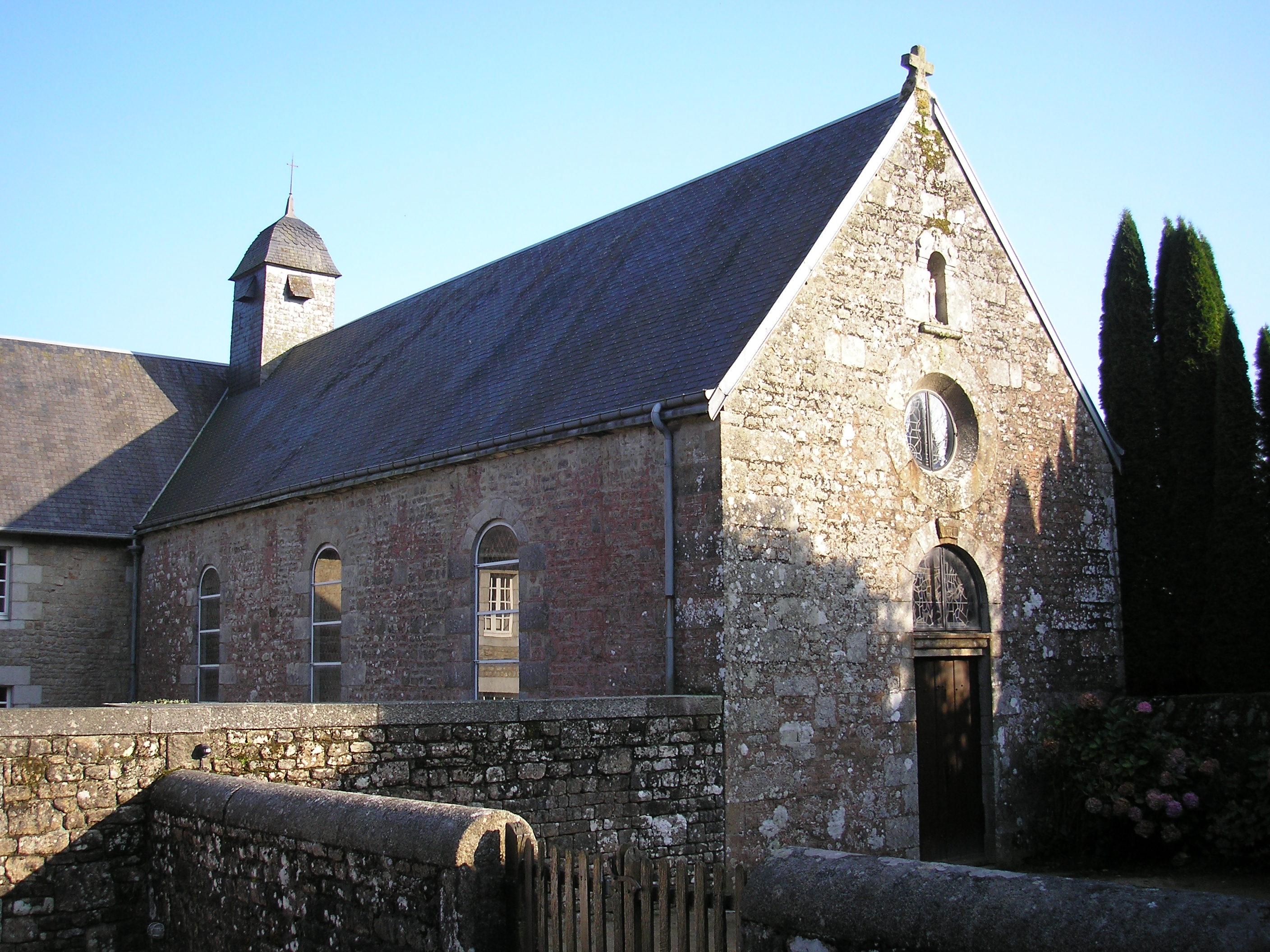
La chapelle de l'Ermitage.

- Maison forestière de la Noue de Sienne.
- Lac du Gast (réserve ornithologique).
- IME de la Clairière, ancien sanatorium. Décidée par le conseil général du Calvados en mai 1928, la construction du sanatorium de Saint-Sever permet son ouverture en 1931 et son inauguration par le président Albert Lebrun le 10 juillet 1932[12].

## Personnalités liées
Dans son livre Mais qu'est-ce qu'on va faire de toi ?, Michel Drucker raconte que c'est lors de ses sorties autour de l'étang du Vieux Château, où son père, le Docteur Abraham Drucker, aimait pêcher la truite, que celui-ci ponctuait par la phrase titre ses fameux sermons à l'égard du jeune Michel.
Abraham Drucker avait été arrêté quelques années auparavant par la Gestapo (en 1942) au sanatorium de la Clairière où il exerçait.